# Лужок (Харківський район)
Лужо́к —  село в Україні, у Харківському районі Харківської області. Населення становить 252 осіб. Орган місцевого самоврядування — Малоданилівська селищна рада.

## Географія

Село Луг на мапі 1783 року

Село Лужок знаходиться на правому березі річки Лопань, на протилежному березі - місто Дергачі, нижче за течією за 2 км - смт Мала Данилівка та село Караван, до села примикає великий лісовий масив - урочище Харківське (дуб).

## Населення

### Мова
Розподіл населення за рідною мовою за даними перепису 2001 року:
| Мова       | Кількість | Відсоток |
| ---------- | --------- | -------- |
| українська | 230       | 91.27%   |
| російська  | 21        | 8.33%    |
| румунська  | 1         | 0.40%    |
| Усього     | 252       | 100%     |